# Confine tra Kosovo e Serbia
Il confine tra il Kosovo e la Serbia è la linea di demarcazione che separa la parte settentrionale e orientale del Kosovo dalla Serbia meridionale.
Ha una lunghezza di 351,6 km.

## Descrizione
Il confine parte dal triplice confine Kosovo-Serbia-Montenegro (vicino a Mokra Gora) e percorre una linea tortuosa in direzione nord-est fino all'estremità nord del Kosovo (a Kopaonik). A questo punto inizia il tracciato del confine che vira da sud-est a est del Kosovo. L'ultima sezione prosegue verso la triplice frontiera con la Macedonia del Nord, vicino a Preševo (Serbia).

## Storia
La sezione tra Jarinje e il punto più orientale del Kosovo vicino a Vranje era il confine di stato tra il Regno di Serbia e l'Impero ottomano già nel 1883. In quel periodo Novi Pazar così come Bujanovac e Preševo appartenevano a quest'ultimo.
Come risultato della prima guerra balcanica, il Sangiaccato, gran parte del Kosovo e della Macedonia settentrionale caddero in mano alla Serbia. Nella seconda guerra balcanica, la Serbia riuscì a conquistare tutta la Macedonia di Vardar. Il confine non esistette più in questa forma fino al 1939, poiché il Kosovo nel Regno di Jugoslavia era diviso nelle rive di Vardar, Morava e Zeta. Durante la seconda guerra mondiale gran parte del Kosovo fu annessa all'Albania, a nord-ovest di Vranje e il confine era in piccole sezioni identiche a quelle odierne. Dopo la guerra, l'Albania venne riportata ai suoi vecchi confini.
Il ponte chiuso sull'Ibar a Mitrovica segna di fatto il confine con il nord del Kosovo. Il confine tra Kosovo e Serbia esiste nell'attuale forma solo dal 1945. 
La Provincia Autonoma di Kosovo e Metohija venne ufficialmente costituita come provincia autonoma della Repubblica Socialista di Serbia con la costituzione del 1963, e nel 1974 divenne una delle unità federali della Repubblica Socialista Federale di Jugoslavia prendendo la denominazione di Provincia Socialista Autonoma del Kosovo. I confini di questa provincia autonoma all'interno della Repubblica Socialista di Serbia corrispondono ai confini odierni del Kosovo. Nove anni dopo la guerra del Kosovo, il Kosovo si è dichiarato indipendente nel 2008. La secessione dalla Serbia finora non è stata riconosciuta dalla Serbia stessa e solo parzialmente riconosciuta dagli altri Stati; il suo carattere di confine internazionale è di conseguenza controverso. È a volte ipotizzato un eventuale scambio di territori tra il Kosovo settentrionale a maggioranza serba e l'area intorno a Preševo.

## Status
Questo confine è considerato esistente con il riconoscimento da parte della Corte internazionale di giustizia (ONU) dell'Aia nel luglio 2010 in seguito alla dichiarazione dell'indipendenza del Kosovo dalla Serbia. Tuttavia dal punto di vista della Serbia, che vede il Kosovo come una provincia autonoma, è visto come un confine amministrativo interno.
Nell'aprile 2013 è stato firmato un accordo per la normalizzazione delle relazioni tra le due parti, promosso dall'Unione europea.